# Бангор-Бейс (Вашингтон)
Бангор-Бейс (англ. Bangor Base) — переписна місцевість (CDP) в США, в окрузі Кітсеп штату Вашингтон. Знаходиться в базі ВМС Кітсап. Населення — 5482 особи (2020).

## Географія
Бангор-Бейс розташований за координатами 47°43′20″ пн. ш. 122°42′51″ зх. д. / 47.72222° пн. ш. 122.71417° зх. д. (47.722257, -122.714126).  За даними Бюро перепису населення США в 2010 році переписна місцевість мала площу 28,84 км², з яких 28,77 км² — суходіл та 0,08 км² — водойми.

## Демографія
Згідно з переписом 2010 року, у переписній місцевості мешкали 6054 особи в 1191 домогосподарстві у складі 1108 родин. Густота населення становила 210 осіб/км².  Було 1281 помешкання (44/км²).
Расовий склад населення:
| - 76,9 % — білих - 7,7 % — чорних або афроамериканців - 3,1 % — азіатів - 1,2 % — корінних американців - 0,5 % — вихідців з тихоокеанських островів - 3,3 % — осіб інших рас |

До двох чи більше рас належало 7,4 %. Частка іспаномовних становила 13,7 % від усіх жителів.
За віковим діапазоном населення розподілялося таким чином: 25,9 % — особи молодші 18 років, 74,0 % — особи у віці 18—64 років, 0,1 % — особи у віці 65 років та старші. Медіана віку мешканця становила 21,9 року. На 100 осіб жіночої статі у переписній місцевості припадало 199,6 чоловіків;  на 100 жінок у віці від 18 років та старших — 263,5 чоловіків також старших 18 років.
Середній дохід на одне домашнє господарство  становив 53 589 доларів США (медіана — 49 545), а середній дохід на одну сім'ю — 54 987 доларів (медіана — 50 703). Медіана доходів становила 24 821 долар для чоловіків та 32 805 доларів для жінок. 
Цивільне працевлаштоване населення становило 564 особи. Основні галузі зайнятості: освіта, охорона здоров'я та соціальна допомога — 22,5 %, мистецтво, розваги та відпочинок — 22,0 %, публічна адміністрація — 18,8 %, роздрібна торгівля — 17,6 %.